# My Stepmom's Daughter Is My Ex
My Stepmom's Daughter Is My Ex (継母の連れ子が元カノだった, Mamahaha no tsurego ga motokano datta) est une série de light novel japonaise écrite par Kyōsuke Kamishiro et illustrée par Takayaki. La série est d'abord publiée sur le site de publication de romans en ligne Kakuyomu en août 2017, puis éditée sous le label Kadokawa Sneaker Bunko (en) de Kadokawa Shoten à partir de décembre 2018. Une adaptation en manga dessinée par Rei Kusakabe est prépubliée par Fujimi Shobo sur le site Niconico Seiga depuis mai 2019. Une série d'animation produite par le studio Project No.9 est diffusée depuis le 6 juillet 2022. Hors de l'Asie, cette diffusion est assurée par Crunchyroll.

## Synopsis
Au collège, Mizuto et Yume formaient un couple tout à fait normal. Entre flirts et petite disputes, les deux étudiants sont restés ensemble jusqu'à leur entrée au lycée, où ils ont finalement décidé de rompre. Toutefois, le destin décide de les réunir en tant que demi-frère et sœur deux semaines seulement après leur séparation.
Leurs parents respectifs sont sur le point de se remarier et les deux lycéens sont forcés de vivre sous le même toit au quotidien. Ils décident alors de mettre en place la règle des frères et sœurs, selon laquelle le premier qui ressent de l'attirance pour l'autre a perdu.

## Personnages
Yume Irido (伊理戸結女, Irido Yume)
Voix japonaise : Aoi Koga (drama CD), Rina Hidaka (anime)
Lycéenne, elle est l'une des deux principaux protagonistes. Elle s'appelait Yume Ayai (綾井結女, Ayai Yume) jusqu'à ce que sa mère, Yuni, se marie au père de Mizuto, Mineaki Irido, deux semaines après sa rupture avec Mizuto. Elle est née le même jour que Mizuto.
Mizuto Irido (伊理戸水斗, Irido Mizuto)
Voix japonaise : Yūto Uemura (drama CD), Hiro Shimono (anime)
Le second protagoniste de l'histoire.
Akatsuki Minami (南暁月, Minami Akatsuki)
Voix japonaise : Yūki Takada (drama CD), Ikumi Hasegawa (anime)
Amie d'enfance de Kogure.
Kogure Kawanami (川波小暮, Kawanami Kogure)
Voix japonaise : Tasuku Hatanaka (drama CD), Nobuhiko Okamoto (anime)
Isana Higashira (東頭いさな, Higashira Isana)
Voix japonaise : Yumiri Hanamori (drama CD), Miyu Tomita (anime)
Mineaki Irido (伊理戸峰秋, Irido Mineaki)
Voix japonaise : Kazuyuki Okitsu (anime)
Yuni Irido (伊理戸由仁, Irido Yuni)
Voix japonaise : Ai Kayano (anime)

## Production et supports

### Light novel
La série est initialement publiée sur le site web de romans en ligne Kakuyomu en août 2017, puis est éditée sous le label Kadokawa Sneaker Bunko de Kadokawa Shoten à partir de décembre 2018. La série compte douze volumes au 1er novembre 2024.
Le light novel se classe septième dans le classement 2020 de Kono light novel ga sugoi!.
| no | Japonais            | Japonais                            |
| no | Date de sortie      | ISBN                                |
| -- | ------------------- | ----------------------------------- |
| 1  | 1er décembre 2018   | 978-4-04-107684-2                   |
| 2  | 1er mai 2019        | 978-4-04-108255-3                   |
| 3  | 1er décembre 2019   | 978-4-04-108264-5                   |
| 4  | 1er avril 2020      | 978-4-04-109164-7                   |
| 5  | 1er septembre 2020, | 978-4-04-109165-4 978-4-04-109540-9 |
| 6  | 29 janvier 2021     | 978-4-04-111043-0                   |
| 7  | 30 juillet 2021     | 978-4-04-111044-7                   |
| 8  | 1er février 2022    | 978-4-04-111953-2                   |
| 9  | 1er juillet 2022    | 978-4-04-111954-9                   |
| 10 | 1er avril 2023      | 978-4-04-113458-0                   |
| 11 | 1er décembre 2023   | 978-4-04-114276-9                   |
| 12 | 1er novembre 2024   | 978-4-04-115070-2                   |

### Manga
Une adaptation en manga dessinée par Rei Kusakabe commence sa prépublication en ligne sur le site Web de Niconico Seiga sous les marques Dra Dra Sharp et Dra Dra Flat en mai 2019, et est compilée en dix volumes édités par Fujimi Shobo au 9 juillet 2025,.
| no | Japonais        | Japonais          |
| no | Date de sortie  | ISBN              |
| -- | --------------- | ----------------- |
| 1  | 9 décembre 2019 | 978-4-04-073393-7 |
| 2  | 9 juillet 2020  | 978-4-04-073715-7 |
| 3  | 8 mai 2021      | 978-4-04-074057-7 |
| 4  | 9 mai 2022      | 978-4-04-074461-2 |
| 5  | 9 décembre 2022 | 978-4-04-074782-8 |
| 6  | 7 juillet 2023  | 978-4-04-075054-5 |
| 7  | 9 janvier 2024  | 978-4-04-075284-6 |
| 8  | 9 juillet 2024  | 978-4-04-075524-3 |
| 9  | 9 janvier 2025  | 978-4-04-075750-6 |
| 10 | 9 juillet 2025  | 978-4-04-075916-6 |

### Anime
Une adaptation en série d'animation est annoncée le 21 juillet 2021. La série est produite par le studio Project No.9, dirigée par Shinsuke Yanagi, Deko Akao s'occupant des scripts, Katsuyuki Sato concevant les personnages et Hiromi Mizutani composant la musique. Elle est diffusée depuis le 6 juillet 2022 sur AT-X, Tokyo MX, BS NTV, MBS et BS Fuji,. La chanson thème d'ouverture intitulée Deneb to spica (デネブとスピカ) est interprétée par le groupe DIALOGUE+ (en), tandis que la chanson thème de fin Futari Pinocchio (ふたりピノキオ)  est chantée par Harmoe,. Crunchyroll diffuse la série à l'international.

#### Liste des épisodes
| No | Titre français                         | Titre japonais                                                         | Titre japonais                                                                    | Date de 1re diffusion |
| No | Titre français                         | Kanji                                                                  | Rōmaji                                                                            | Date de 1re diffusion |
| -- | -------------------------------------- | ---------------------------------------------------------------------- | --------------------------------------------------------------------------------- | --------------------- |
| 1  | Des ex qui ne veulent pas céder        | 元カップルは呼びたくない「そういうところが……！」                       | Moto kappuru wa yobitakunai "Sō Iu tokoro ga......!"                              | 6 juillet 2022        |
| 2  | Prendre soin de son ex                 | 元カップルの看病な日「三十八度って聞いたけど」                         | Moto kappuru no kanbyō na hi "Sanjūhachido tte kiitakedo"                         | 13 juillet 2022       |
| 3  | Les ex passent aux aveux               | 元カップルは白状する「変なこと、してないだろうな？」                   | Moto kappuru wa hakujō suru "hen'nakoto, shi tenaidarou na?"                      | 20 juillet 2022       |
| 4  | Ce n'est pas ce que je veux            | そういうのじゃない                                                     | Sō iu no janai                                                                    | 27 juillet 2022       |
| 5  | Les ex dorment chez des amis           | 元カップルはお泊まりする「どういたしまして」                           | Moto kappuru wa o tomari suru "dōitashimashite"                                   | 3 août 2022           |
| 6  | Les ex rivalisent                      | 元カップルは競い合う「馬鹿にしないでよっ！！」                         | Moto kappuru wa kisoiau "baka ni shinaide yo~tsu!!"                               | 10 août 2022          |
| 7  | Isana Higashira ne connaît pas l'amour | 東頭いさなは恋を知らない                                               | Higashira Isana wa koi o shiranai                                                 | 17 août 2022          |
| 8  | Les Ex sont méfiants                   | 元カップルは警戒する「わたしはもうフラれてるんですから、大丈夫ですよ」 | Moto kappuru wa keikai suru "watashi wa mō fura re teru ndesukara, daijōbudesuyo" | 24 août 2022          |
| 9  | Après la paix...                       | 若気の至り                                                             | Wakage no itari                                                                   | 31 août 2022          |
| 10 | Les ex ne savent pas comment agir      | 元カップルは距離感がわからない「なんかよそよそしくなってないか？」     | Moto kappuru wa kyorikan ga wakaranai "nanka yosoyososhiku nattenai ka?"          | 7 septembre 2022      |
| 11 | Les ex rentrent en famille             | 元カップルは帰省する「よく、笑う人だったかな」                         | Moto kappuru wa kisei suru "yoku, warau hitodatta ka na"                          | 14 septembre 2022     |
| 12 | Premier baiser annonciateur            | ファースト・キスは布告する                                             | Fāsuto kisu wa fukoku suru                                                        | 21 septembre 2022     |